# Joanne Sargent
Joanne Sargent (McBride, 29 ottobre 1948) è un'ex cestista canadese.

## Carriera
Con il Canada ha disputato i Giochi olimpici di Montréal 1976 e due edizioni dei Campionati mondiali (1971, 1975).